# 藤枝雅之

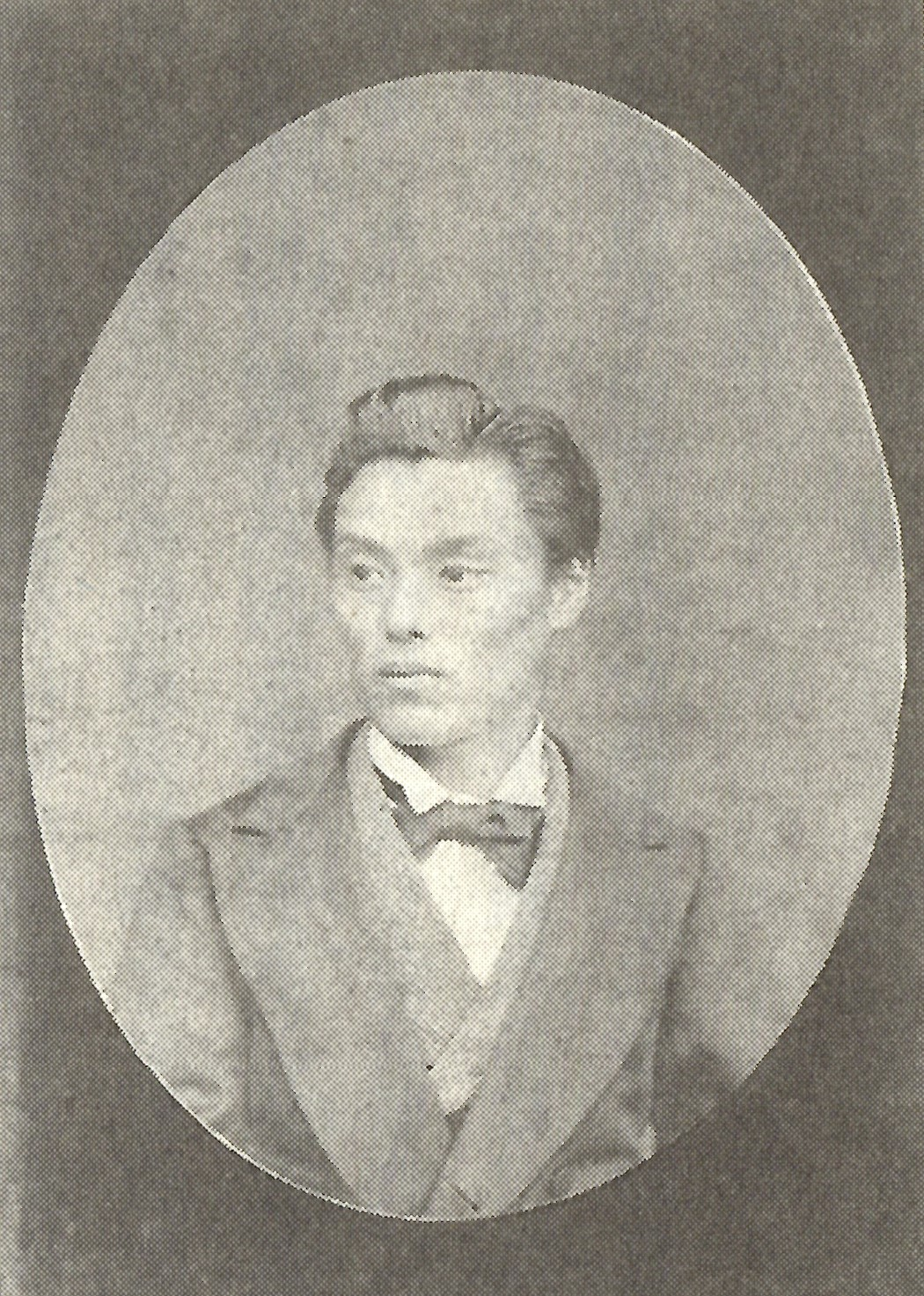
藤枝雅之

藤枝 雅之（ふじえ まさゆき、1855年12月16日（安政2年11月8日）- 1922年（大正11年）3月17日）は、明治・大正期の神職、宮内官、政治家、奈良華族。貴族院男爵議員。旧姓・飛鳥井。

## 経歴
山城国京都で権大納言・飛鳥井雅典の二男として生まれる。元治元年（1864年）興福寺清浄院を相続し、慶応2年2月（1866年3 - 4月）得度して住職に就任。慶応4年4月（1868年）復飾を命ぜられ、春日社神勤・新神司となる。明治2年3月（1869年4-5月）、堂上格に列し、同年5月29日（7月8日）元服して昇殿を許された。同年11月（12月）家号を藤枝に改名。1875年（明治8年）3月28日、華族に列し、1884年（明治17年）7月8日、男爵を叙爵した。
明治5年7月4日（1872年8月7日）春日神社禰宜に就任。以後、兼権中講義、剣池島上陵（孝元天皇）兼檜隈坂合陵（梅山古墳）陵掌・檜隈大内陵（野口王墓）陵掌・檜隈安古岡上陵（文武天皇）陵掌・檜隈墓陵掌、楊梅陵（市庭古墳）陵掌、奈良県出仕、淑子内親王家祗候、京都宮殿勤番、殿掌、歌会始奉行などを務めた。
1890年（明治23年）7月10日、貴族院男爵議員に選出され、1897年（明治30年）7月9日まで在任。1904年（明治37年）7月10日に再選され、1911年（明治44年）7月9日まで貴族院議員に通算2期在任した。

## 親族
- 母：梅（花山院家厚長女）[3][9]
- 先妻：治子（はるこ、持明院基和二女、離縁）[1]
- 後妻：民子（たみこ、伏原宣足長女）[1]
- 五男：雅脩（男爵、旧名・修（脩））[1][4][6]